# M/S Diana
M/S Diana är ett svenskt passagerarfartyg som är byggt för att trafikera sträckan Stockholm-Göteborg via Göta kanal. Hon byggdes vid Finnboda varv utanför Stockholm 1931. M/S Diana k-märktes 2010.  Under 2013 och 2014 följde TV4 båtens resa genom så kallad Slow-TV. Den 12 maj 2022 gick M/S Diana på grund utanför Nyköping. 39 personer befann sig ombord vid tillfället, 25 passagerare och 14 i besättningen. Efter grundstötningen började hon ta in vatten och samtliga passagerare tillsammans med 7 ur besättningen evakuerades. Ingen person skadades.

## Bildgalleri

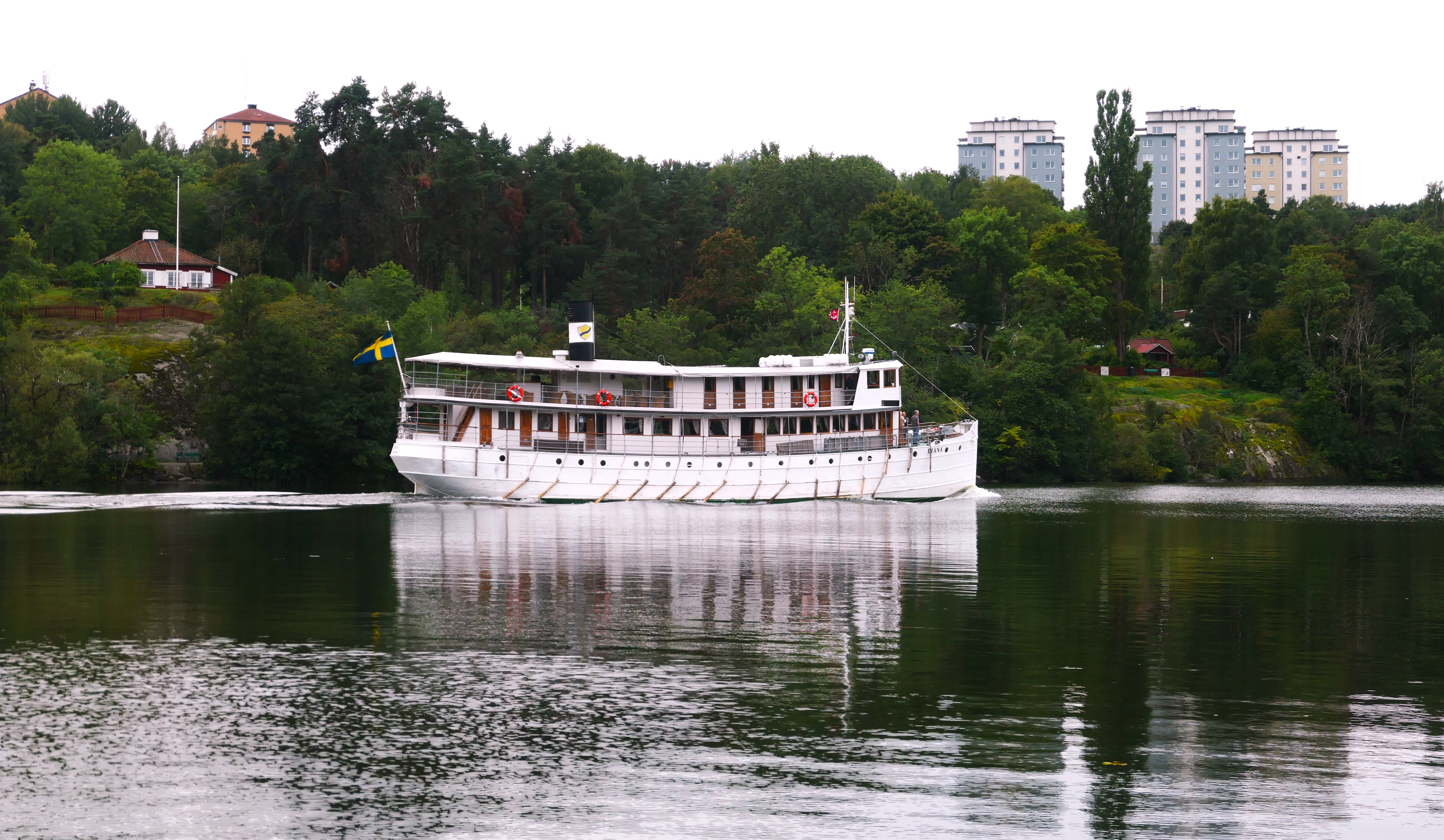
M/S Diana på Årstaviken, utanför Årstaskogen.
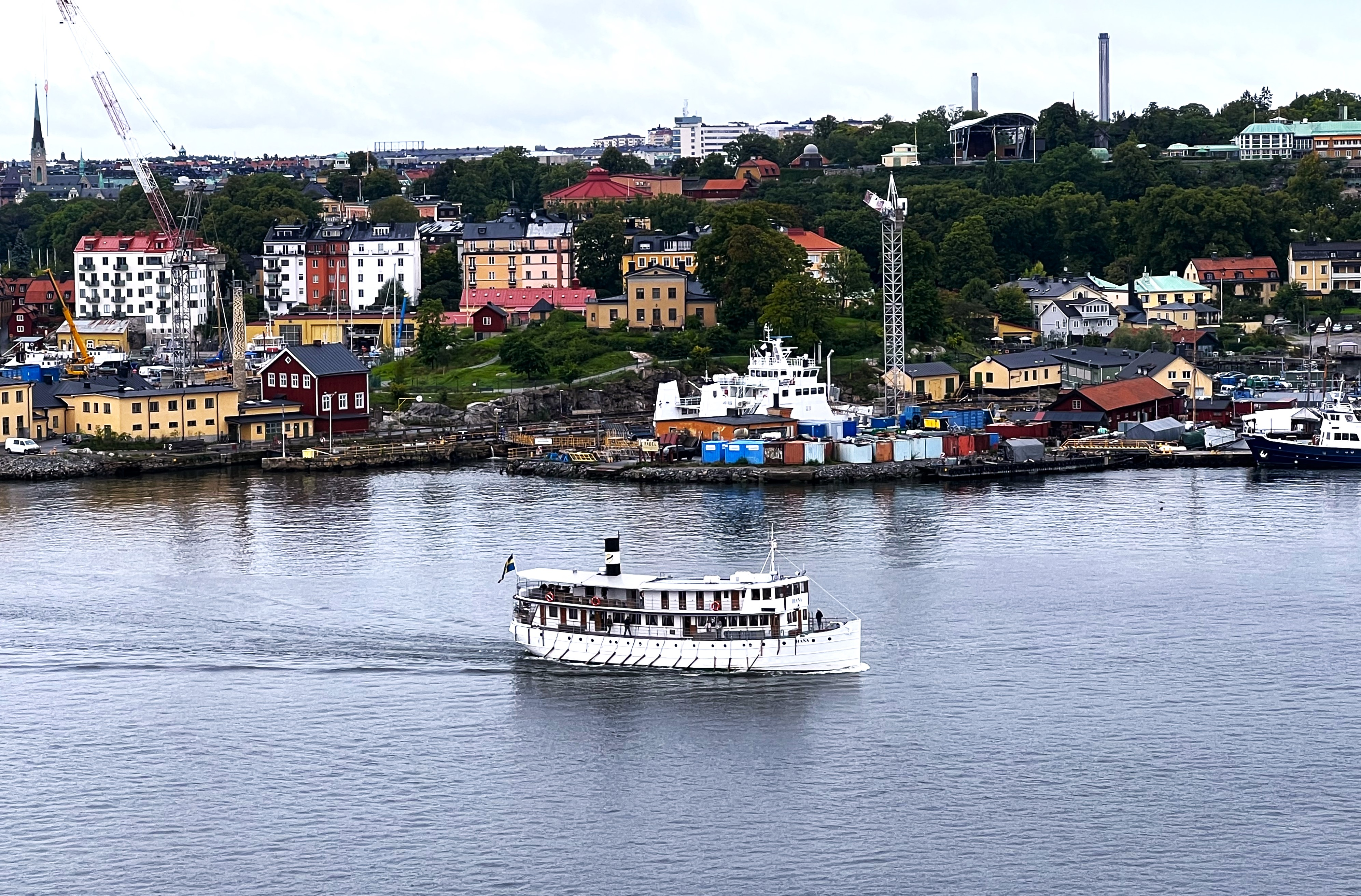
M/S Diana på Saltsjön i Stockholm. I bakgrunden  Djurgårdsstaden och Beckholmen.